# Sergio Galdós
Sergio Galdós (Arequipa, 2 gennaio 1990) è un ex tennista peruviano.

## Carriera
Ha ottenuto i suoi migliori risultati sulla terra battuta e in doppio, specialità nella quale ha disputato una finale nel circuito ATP al Los Cabos Open 2017, ha vinto diversi tornei nei circuiti minori e ha raggiunto l'80º posto del ranking ATP nel novembre 2016. In singolare non ha ottenuto risultati di rilievo dopo i due tornei Futures vinti a inizio carriera. Ha esordito nella squadra peruviana di Coppa Davis nel maggio 2009.
Annuncia il ritiro dal professionismo nell'ottobre 2022, chiude la carriera con un record in doppio di 17 vittorie e 20 sconfitte nei circuito maggiore (di cui 11-10 in Coppa Davis), e in singolare 5 vittorie e una sconfitta (tutte in Coppa Davis). Nei circuiti minori vanta 14 titoli Challenger e 18 ITF, tutti in doppio.

## Statistiche
Aggiornate al termine della carriera.

### Doppio

#### Finali perse (1)
| Legenda              |
| Grande Slam (0)      |
| ATP Finals (0)       |
| ATP Masters 1000 (0) |
| ATP Tour 500 (0)     |
| ATP Tour 250 (1)     |

| N. | Data        | Torneo                    | Superficie | Compagno       | Avversari in finale                    | Punteggio |
| 1. | agosto 2017 | Los Cabos Open, Los Cabos | Cemento    | Roberto Maytín | Juan Sebastián Cabal Treat Conrad Huey | 2–6, 3–6  |

### Tornei minori

#### Singolare

##### Finali perse (2)
| Legenda        |
| -------------- |
| Challenger (0) |
| Futures (2)    |

#### Doppio

##### Vittorie (32)
| Legenda tornei minori |
| Challenger (14)       |
| Futures (18)          |

| N.  | Data              | Torneo                                         | Superficie  | Compagno           | Avversari in finale                           | Punteggio           |
| 1.  | 2 marzo 2013      | Challenger Salinas, Salinas                    | Terra rossa | Marco Trungelliti  | Jean Andersen Izak van der Merwe              | 6–4, 6–4            |
| 2.  | 20 aprile 2013    | Panama Challenger, Città di Panama             | Terra rossa | Jorge Aguilar      | Julio César Campozano Alejandro González      | 6–4, 6–4            |
| 3.  | 6 luglio 2013     | Trofeo Manta Open, Manta                       | Cemento     | Marcelo Arévalo    | Alejandro González Carlos Salamanca           | 6–3, 6–4            |
| 4.  | 22 novembre 2014  | Lima Challenger, Lima                          | Terra rossa | Guido Pella        | Marcelo Demoliner Roberto Maytín              | 6–3, 6–1            |
| 5.  | 12 settembre 2015 | Open Barranquilla, Barranquilla                | Terra rossa | Marcelo Arévalo    | Duilio Beretta Mauricio Echazú                | 6–1, 6–4            |
| 6.  | 24 settembre 2016 | Campeonato Internacional de Santos, Santos     | Terra rossa | Máximo González    | Fabrício Neis Rogério Dutra da Silva          | 6–3, 5–7, [14–12]   |
| 7.  | 29 ottobre 2016   | Lima Challenger, Lima                          | Terra rossa | Leonardo Mayer     | Ariel Behar Gonzalo Lama                      | 6–2, 7–6(7)         |
| 8.  | 11 novembre 2016  | Open Bogotá, Bogotà                            | Terra rossa | Marcelo Arévalo    | Ariel Behar Gonzalo Escobar                   | 6–4, 6–1            |
| 9.  | 7 aprile 2017     | Panama Challenger, Città di Panama             | Terra rossa | Caio Zampieri      | Kevin Krawietz Adrián Menéndez Maceiras       | 1–6, 7–6(5), [10–7] |
| 10. | 11 agosto 2017    | Open Floridablanca, Floridablanca              | Terra rossa | Nicolás Jarry      | Sekou Bangoura Evan King                      | 6–3, 5–7, [10–1]    |
| 11. | 1º maggio 2021    | Challenger Salinas II, Salinas                 | Cemento     | Nicolás Barrientos | Antonio Cayetano March Thiago Agustín Tirante | walkover            |
| 12. | 18 giugno 2021    | Internazionali di Tennis Città di Forlì, Forlì | Terra rossa | Orlando Luz        | Pedro Cachín Camilo Ugo Carabelli             | 7–5, 2–6, [10–8]    |
| 13. | 10 luglio 2021    | Salzburg-Anif Challenger, Salisburgo           | Terra rossa | Facundo Bagnis     | Robert Galloway Alex Lawson                   | 6–0, 6–3            |
| 14. | 30 ottobre 2021   | Lima Challenger II, Lima                       | Terra rossa | Gonçalo Oliveira   | Alejandro Tabilo Marcelo Tomás Barrios Vera   | 6-2, 2-6, [10-5]    |

##### Finali perse (37)
| Legenda tornei minori |
| Challenger (24)       |
| Futures (13)          |

| N.  | Data              | Torneo                                              | Superficie  | Compagno            | Avversari in finale                       | Punteggio           |
| 1.  | 26 gennaio 2013   | Open Bucaramanga, Bucaramanga                       | Terra rossa | Marco Trungelliti   | Marcelo Demoliner Franko Škugor           | 6(8)–7, 2–6         |
| 2.  | 5 ottobre 2013    | IS Open, San Paolo                                  | Terra rossa | Guido Pella         | Roman Borvanov Artem Sitak                | 4–6, 6(3)–7         |
| 3.  | 16 novembre 2013  | Lima Challenger, Lima                               | Terra rossa | Marcelo Demoliner   | Andrés Molteni Fernando Romboli           | 4–6, 4–6            |
| 4.  | 12 luglio 2014    | San Benedetto Tennis Cup, San Benedetto del Tronto  | Terra rossa | Hugo Dellien        | Daniele Giorgini Potito Starace           | 3–6, 7–6(3), [5–10] |
| 5.  | 4 aprile 2015     | San Luis Potosí Challenger, San Luis Potosí         | Terra rossa | Guido Pella         | Guillermo Durán Horacio Zeballos          | 6(4)–7, 4–6         |
| 6.  | 2 maggio 2015     | São Paulo Challenger, San Paolo                     | Terra rossa | Guido Andreozzi     | Chase Buchanan Blaž Rola                  | 4–6, 4–6            |
| 7.  | 6 giugno 2015     | Venice Challenge Save Cup, Mestre                   | Terra rossa | Facundo Bagnis      | Flavio Cipolla Potito Starace             | 7–5, 6(3)–7, [4–10] |
| 8.  | 16 gennaio 2016   | Racket Club Open, Buenos Aires                      | Terra rossa | Christian Lindell   | Facundo Bagnis Máximo González            | 1–6, 2–6            |
| 9.  | 30 gennaio 2016   | Open Bucaramanga, Bucaramanga                       | Terra rossa | Luis David Martínez | Julio Peralta Horacio Zeballos            | 2–6, 2–6            |
| 10. | 19 febbraio 2016  | Morelos Open, Cuernavaca                            | Cemento     | Marcelo Arévalo     | Philip Bester Peter Polansky              | 4–6, 6–3, [6–10]    |
| 11. | 16 aprile 2016    | Sarasota Open, Sarasota                             | Terra verde | Marcelo Arévalo     | Facundo Argüello Nicolás Kicker           | 6–4, 4–6, [6–10]    |
| 12. | 16 luglio 2016    | San Benedetto Tennis Cup, San Benedetto del Tronto  | Terra rossa | Facundo Argüello    | Federico Gaio Stefano Napolitano          | 3–6, 4–6            |
| 13. | 8 ottobre 2016    | Campeonato Internacional de Campinas, Campinas      | Terra rossa | Máximo González     | Federico Coria Tomás Lipovšek Puches      | 5–7, 2–6            |
| 14. | 15 ottobre 2016   | Challenger de Buenos Aires, Buenos Aires            | Terra rossa | Fernando Romboli    | Julio Peralta Horacio Zeballos            | 6(5)–7, 6(1)–7      |
| 15. | 21 ottobre 2016   | Santiago Challenger 2, Santiago del Cile            | Terra rossa | Máximo González     | Julio Peralta Horacio Zeballos            | 3–6, 4–6            |
| 16. | 4 novembre 2016   | Challenger Ciudad de Guayaquil, Guayaquil           | Terra rossa | Marcelo Arévalo     | Ariel Behar Fabiano de Paula              | 2–6, 4–6            |
| 17. | 20 ottobre 2017   | Open Cali I, Cali                                   | Terra rossa | Fabrício Neis       | Marcelo Arévalo Miguel Ángel Reyes Varela | 3–6, 4–6            |
| 18. | 21 luglio 2018    | San Benedetto Tennis Cup, San Benedetto del Tronto  | Terra rossa | Federico Zeballos   | Julian Ocleppo Andrea Vavassori           | 3–6, 2–6            |
| 19. | 22 giugno 2019    | Internationaux de Blois, Blois                      | Terra rossa | Andreas Siljeström  | Corentin Denolly Alexandre Müller         | 5–7, 7–6(5), [6–10] |
| 20. | 20 luglio 2019    | San Benedetto Tennis Cup, San Benedetto del Tronto  | Terra rossa | Juan Pablo Varillas | Ivan Sabanov Matej Sabanov                | 4–6, 6–4, [5–10]    |
| 21. | 14 settembre 2019 | Banja Luka Challenger, Banja Luka                   | Terra rossa | Facundo Mena        | Sadio Doumbia Fabien Reboul               | 3–6, 6(4)–7         |
| 22. | 20 febbraio 2021  | Challenger Concepción, Concepcion                   | Terra rossa | Diego Hidalgo       | Orlando Luz Rafael Matos                  | 5–7, 4–6            |
| 23. | 17 luglio 2021    | Dutch Open, Amersfoort                              | Terra rossa | Gonçalo Oliveira    | Luca Castelnuovo Manuel Guinard           | 6-0, 4-6, [9-11]    |
| 24. | 7 agosto 2021     | Internazionali del Friuli Venezia Giulia, Cordenons | Terra rossa | Renzo Olivo         | Orlando Luz Rafael Matos                  | 4–6, 6(5)–7         |